# Quan hệ xã hội nam nữ
Quan hệ xã hội nam nữ mô tả các mối quan hệ xã hội với những người khác giới hay sự ưu tiên dành cho những mối quan hệ đó, thường loại trừ những mối quan hệ tình yêu lãng mạn và tình dục theo nhu cầu tự nhiên. Đối lập với quan hệ xã hội nam nữ là quan hệ xã hội đồng giới.